# Harderwijk vasútállomás
Harderwijk vasútállomás vasútállomás Hollandiában, Harderwijk városában.

## Vasútvonalak
Az állomást az alábbi vasútvonalak érintik:
- Utrecht–Kampen-vasútvonal

## Kapcsolódó állomások
A vasútállomáshoz az alábbi állomások vannak a legközelebb:
- Nunspeet vasútállomás
- Ermelo vasútállomás